# BMW M10
| M10                            | M10 |
| ------------------------------ | --- |
|                                | |
| Виробник:                      | BMW |
| Марка:                         | M10 |
| Тип:                           | L4 |
| Робочий об'єм:                 | 1.5 л (1,499 куб.см) 1.6 л (1,573 куб.см) 1.8 л (1,766 куб.см) 1.8 л (1,773 куб.см) 2.0 л (1,990 куб.см) см3 |
| Максимальна потужність:        | 74–168 к.с. к.с. (55–125 кВт кВт )                                                                           |
| Максимальний обертовий момент: | 118–245 Н⋅м Н·м                                                                                              |
| Конфігурація:                  | L |
| Циліндрів:                     | 4 |
| Клапанів:                      | 8 |
| Хід поршня:                    | 71 мм (2.8 дюйма) 80 мм (3.15 дюйма) мм                                                                      |
| Діаметр циліндра:              | 83 мм (3.27 дюйма) 84 мм (3.31 дюйма) 89 мм (3.5 дюйма) мм                                                   |
| Система живлення:              | Карбюратор Solex                                                                                             |
| Охолодження:                   | рідинне охолодження                                                                                          |
| Газорозподільний механізм:     | SOHC |
| Матеріал блоку циліндрів:      | Чавун |
| Матеріал ГБЦ:                  | Алюміній |
| Тактність (число тактів):      | 4 |
| Рекомендоване паливо:          | Бензин |

BMW M10 — чотирициліндровий бензиновий двигун з одним розподільним валом, який випускався компанією BMW з 1962 по 1988 роки. Був перший чотирициліндровий двигун компанії з моменту припинення виробництва BMW 309 у 1936 році та був представлений у седанах New Class.
M10 використовувався в багатьох моделях BMW, протягом 26 років виробництва було виготовлено понад 3,5 мільйона.
Двигун BMW M12 з турбонаддувом, який використовувався в гонках Формули-1, базувався на блоці двигуна M10 і виробляв до 1400 к.с. (1030 кВт) у кваліфікаційній комплектації.
Після представлення двигуна BMW M40 у 1987 році, M10 почали поступово виводити з виробництва.

## Розробка
Барон Алекс фон Фалькенгаузен — інженер і автогонщик — розробив M10. Наприкінці 1950-х років його попросили сконструювати двигун з робочим об’ємом 1,3 л (79 куб. дюймів), однак він вважав, що цього буде недостатньо для майбутніх потреб компанії. Тому він переконав BMW, що місткість повинна бути 1,5 л (92 куб. дюймів) замість цього, і він розробив блок, який можна розширити до 2,0 л (122 куб. дюймів) у майбутньому.

## Дизайн
M10 має чавунний блок і головку з алюмінієвого сплаву з напівсферичними камерами згоряння і двома клапанами на циліндр. Має кований колінчастий вал, противаги, п’ять корінних підшипників і розподільний вал з ланцюговим приводом.
Початкова версія М10 мала діаметр циліндра 82 мм (3,2 дюйма) і хід поршня 71 мм (2,8 дюйма), що давало робочий об‘єм 1499 куб.см (91,5 куб. дюймів). Пікова потужність була 79 к.с. (59 кВт).

## Правила іменування
Двигун спочатку був відомий як "M115" (останні дві цифри означали об'єм – літра). Протягом багатьох років варіанти двигуна отримували різні коди (більшість із них починалися з «M1», а інші цифри вказували на потужність). У 1975 році двигун став називатися «M10», а в 1980 році йому було присвоєно стандартизований код двигуна BMW M10B18 (де «M10» означає серію, B означає бензин (Benzin німецькою), а «18» представляє його об'єм 1,8 – л).
M115 і всі пов'язані з ним двигуни стали заднім числом відомі як сімейство "M10".

## Версії
| Версія | Об‘єм                                 | Потужність                                                        | Крутний момент                                            | Роки           |
| ------ | ------------------------------------- | ----------------------------------------------------------------- | --------------------------------------------------------- | -------------- |
| M115   | 1499 куб.см (91,5 куб. дюймів)        | 55 кВт (75 PS; 74 к. с.) at 5800 rpm                              | 118 Н⋅м (87 фунт⋅фут) at 3700 rpm                         | 1974–1977      |
| M115   | 1499 куб.см (91,5 куб. дюймів)        | 80 PS (59 kW; 80 PS; 79 hp) at 5700 rpm                           | 118 Н⋅м (87 фунт⋅фут) at 3000 rpm                         | 1962-1964      |
| M116   | 1573 куб.см (96,0 куб. дюймів)        | 85 PS (63 kW; 85 PS; 84 hp) at 5800 rpm                           | 130 Н⋅м (96 фунт⋅фут) at 3500 rpm                         | 1964–1975      |
| M116   | 1573 куб.см (96,0 куб. дюймів)        | 77 кВт (105 PS; 103 к. с.) at 6000 rpm                            | 141 Н⋅м (104 фунт⋅фут) at 4500 rpm                        | 1967–1968      |
| M41    | 1573 куб.см (96,0 куб. дюймів)        | 90 PS (66 kW; 90 PS; 89 hp) at 6000 rpm                           | 167 Н⋅м (123 фунт⋅фут) at 4000 rpm                        | 1975-1980      |
| M98    | 1573 куб.см (96,0 куб. дюймів)        | 55 кВт (75 PS; 74 к. с.) at 5800 rpm                              | 110 Н⋅м (81 фунт⋅фут) at 3200 rpm                         | 1981-1983      |
| M10B18 | 1766 куб.см (107,8 куб. дюймів)       | 100 PS (74 kW; 100 PS; 99 hp) at 5800 rpm                         | 135 Н⋅м (100 фунт⋅фут) at 3500 rpm                        | 1980-1983      |
| M10B18 | 1766 куб.см (107,8 куб. дюймів)       | 77 кВт (105 PS; 103 к. с.) at 5800 rpm 75 кВт (102 PS; 101 к. с.) | 145 Н⋅м (107 фунт⋅фут) at 4500 rpm 135 Н⋅м (100 фунт⋅фут) | 1980–1988 S/CH |
| M118   | 1773 куб.см (108,2 куб. дюймів)       | 90 PS (66 kW; 90 PS; 89 hp) at 5,250 rpm                          | 144 Н⋅м (106 фунт⋅фут) at 3000 rpm                        | 1963–1974      |
| M118   | 1773 куб.см (108,2 куб. дюймів)       | 110 PS (81 kW; 110 PS; 108 hp) at 5800 rpm                        | 148 Н⋅м (109 фунт⋅фут) at 4000 rpm                        | 1964–1976      |
| M118   | 1773 куб.см (108,2 куб. дюймів)       | 130 PS (96 kW; 130 PS; 128 hp) at 6100 rpm                        | 157 Н⋅м (116 фунт⋅фут) at 5100 rpm                        | 1964-1965      |
| M05    | 1990 куб.см (121,4 куб. дюймів)       | 100 PS (74 kW; 100 PS; 99 hp) at 5500 rpm                         | 157 Н⋅м (116 фунт⋅фут) at 3000 rpm                        | 1968–1976      |
| M05    | 1990 куб.см (121,4 куб. дюймів)       | 88 кВт (120 PS; 118 к. с.) at 5600 rpm                            | 167 Н⋅м (123 фунт⋅фут) at 3500 rpm                        | 1965–1971      |
| M17    | 1990 куб.см (121,4 куб. дюймів)       | 115 PS (85 kW; 115 PS; 113 hp) at 5800 rpm                        | 165 Н⋅м (122 фунт⋅фут) at 3700 rpm                        | 1972-1977      |
| M15    | 1990 куб.см (121,4 куб. дюймів)       | 130 PS (96 kW; 130 PS; 128 hp) at 5800 rpm                        | 177 Н⋅м (131 фунт⋅фут) at 4500 rpm                        | 1970–1974      |
| M43    | 1990 куб.см (121,4 куб. дюймів)       | 80 кВт (109 PS; 107 к. с.) at 5800 rpm                            | 160 Н⋅м (118 фунт⋅фут) at 3700 rpm                        | 1975-1983      |
| M64    | 1990 куб.см (121,4 куб. дюймів)       | 125 PS (92 kW; 125 PS; 123 hp) at 5700 rpm                        | 175 Н⋅м (129 фунт⋅фут) at 4350 rpm                        | 1975-1979      |
| M10B20 | 1990 куб.см (121,4 куб. дюймів)       | 81 кВт (110 PS; 109 к. с.) at 5700 rpm                            | 152 Н⋅м (112 фунт⋅фут) at 4350 rpm                        | 1977-1979      |
| M31    | 1990 куб.см (121,4 куб. дюймів) turbo | 170 PS (125 kW; 170 PS; 168 hp) at 5800 rpm                       | 245 Н⋅м (181 фунт⋅фут) at 4000 rpm                        | 1973-1975      |

### Двигуни 1499 куб
Версія M115 має робочий об'єм 1499 куб.см (91,5 куб. дюймів) і виробляє 55–60 кВт (75–82 к.с.; 74–80 к.с.). Має діаметр 82 мм (3,2 дюйм) і хід 71 мм (2,8 дюйм). Моделі меншої потужності мають ступінь стиснення 8,0:1, тоді як моделі більшої потужності мають ступінь стиснення 8,8:1. Подача палива здійснюється через карбюратор Solex 38 PDSI.
Застосування:
- 1962-1964 BMW 1500
- 1975-1977 BMW 1502

### Двигуни 1573 куб
Версія M116 має робочий об'єм 1573 куб.см (96,0 куб. дюймів) і виробляє 63–77 кВт (86–105 PS; 84–103 к.с.). Має діаметр циліндра 84 мм (3,3 дюйм) і хід поршня 71 мм (2,8 дюйм). Стандартна специфікація має ступінь стиснення 8,6:1 і використовує карбюратор Solex 38 PDSI. Версія 1600 ti має ступінь стиснення 9,5:1 і використовує подвійні карбюратори Solex 40 PHH.
Застосування:
- 1964-1966 BMW 1600 — 63 кВт (86 PS)
- 1966-1975 BMW 1600-2/1602 — 63 кВт (86 PS)
- 1967-1968 BMW 1600 ti — 77 кВт (105 PS)

Версія M41 виробляє 90 PS (66 кВт; 90 PS; 89 к.с.), має ступінь стиснення 8,3:1, а паливо подається карбюратором Solex 32 DIDTA.
Застосування:
- 1975-1980 E21 316

Версія M98 виробляє 55 кВт (75 к.с.; 74 к.с.), має ступінь стиснення 9,5:1 і використовує карбюратор Pierburg 1B2.
Застосування:
- 1981-1983 E21 315

### Двигуни 1766 куб
Версія M10B18 виробляє 90–105 PS (66–77 кВт; 90–105 PS; 89–104 к.с.) залежно від специфікації. Діаметр циліндра 89 мм (3,5 дюйм) і хід 71 мм (2,8 дюйм).
Застосування:
- 1969-1972 1800 — 66 кВт (90 PS), компресія 8,6:1, карбюратор Solex 36-40 PDSI
- 1971-1975 1802 — 66 кВт (90 PS), компресія 8,6:1, карбюратор Solex 38 PDSI
- 1980-1983 E21 320i/320is — лише США, 75 кВт (101 к. с.), компресія 8,8:1, механічне вприскування палива Bosch K-Jetronic
- 1980-1983 E12 518 — тільки Південна Африка, 77 кВт (105 PS), компресія 10,0:1, механічне вприскування палива Bosch K-Jetronic
- 1982-1987 E30 316 — 66 кВт (90 PS), компресія 9,5:1, карбюратор Pierburg 2BE, Ecotronic.
- 1982-1988 E30 318i- 77 кВт (105 PS), компресія 10,0:1, електронний упорскування палива Bosch L-Jetronic
- 1981-1988 E28 518i- 77 кВт (105 PS), компресія 9,5:1, механічне вприскування палива Bosch LE-Jetronic .

### Двигуни 1773 куб
Версія M118 має робочий об'єм 1773 куб.см (108,2 куб. дюймів) і виробляє 90–130 PS (66–96 кВт; 90–130 PS; 89–128 к.с.), залежно від специфікації. Діаметр циліндра 84 мм (3,3 дюйм), а хід поршня становить 80 мм (3,1 дюйм).
Застосування:
- 1963-1968 1800 — 66 кВт (90 PS), компресія 8,6:1, карбюратор Solex 36-40 PDSI
- 1963-1966 1800ti — 81 кВт (110 PS), компресія 9,5:1, подвійні карбюратори Solex 40 PHH
- 1964-1965 1800tiSA — 96 кВт (130 PS), компресія 10,5:1, подвійні карбюратори Weber DCOE-45
- 1974-1981 E12 66 кВт (90 PS), компресія 8,6:1, карбюратор Solex 38 PDSI

### Двигуни 1990 куб
Версія M05 має робочий об'єм 1990 куб.см (121,4 куб. дюймів) і виробляє 100–120 PS (74–88 кВт; 100–120 PS; 99–118 к.с.) залежно від специфікації. Має діаметр 89 мм (3,5 дюйм) і хід поршня 80 мм (3,1 дюйм).
Застосування:
- 1965-1970 BMW 2000CS — 88 кВт (120 PS), компресія 9,3:1, 2 карбюратори Solex 40 PHH
- 1966-1970 BMW 2000C — 74 кВт (100 PS), компресія 8,5:1, карбюратор Solex 40 PDSI
- 1966-1972 BMW 2000 — 74 кВт (100 PS), компресія 8,5:1, карбюратор Solex 40 PDSI
- 1966-1971 BMW 2000ti — 88 кВт (120 PS), компресія 9,3:1, 2 карбюратори Solex 40 PHH
- 1968-1976 BMW 2002 — 74 кВт (100 PS), компресія 8,5:1, карбюратор Solex 40 PDSI

Версія M15 використовувала механічне вприскування палива Kugelfischer і випустила 130 PS (96 кВт; 130 PS; 128 к.с.). Також був відомий як двигун tii .
Застосування:
- 1970-1973 2000-ті
- 1972-1974 2002tii
- 1972-1974 E12 520i

Версія M17 виробляє 115 к.с. (85 кВт; 115 к.с.). Має ступінь стиснення 9,0:1 і використовує карбюратор Stromberg 175 CDET або Solex 4A1.
- 1972-1977 E12 520

Версія M43/1 має ступінь стиснення 8,1:1 і виробляє 81 кВт (110 к.с.; 109 к.с.).
Застосування:
- 1975-1979 E21 320— Карбюратор Solex 32-32 DIDTA
- 1975-1979 E21 320i — тільки США, механічний впорскування палива Bosch K-Jetronic

Версія M64 виробляє 92 кВт (125 PS) . Він має ступінь стиснення 9,3:1 і використовує механічне вприскування палива Bosch K-Jetronic.
Застосування:
У версії M31 використовується турбокомпресор KKK BLD, що працює на 7 фунтів на квадратний дюйм і виробляє 125 кВт (170 к.с.). Має ступінь стиснення 6,9:1 і використовує механічне вприскування палива Schafer PL 04.
Застосування:

## Пов'язані двигуни
- Надзвичайно успішний двигун M12 з турбонаддувом для автоспорту базувався на блоці двигуна M10.

- Двигун S14, використовуваний в E30 M3, базувався на блоці M10[12].

## Дивись також
- Список двигунів BMW